# Гертма

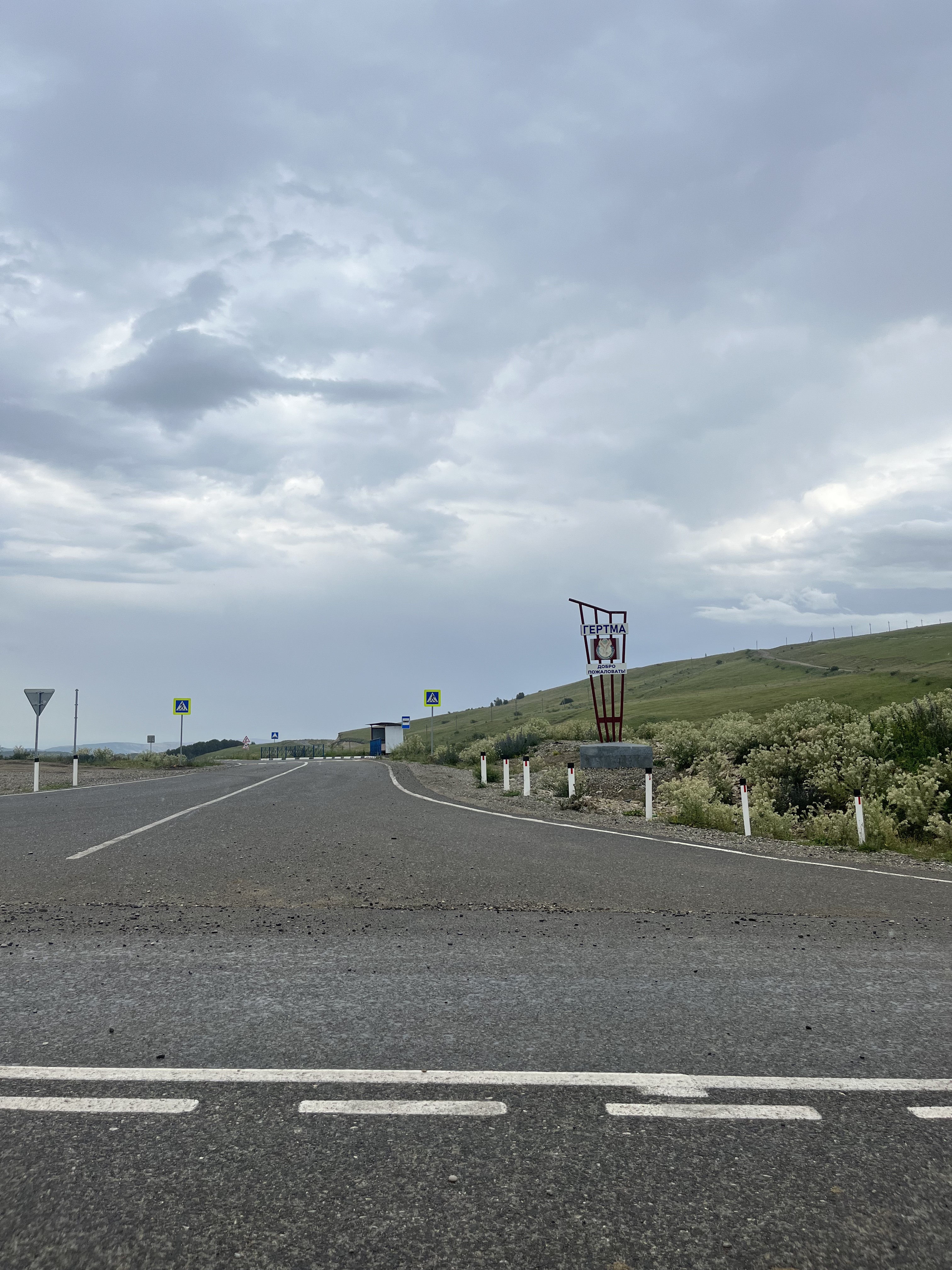
Гертма (17.07.2025)

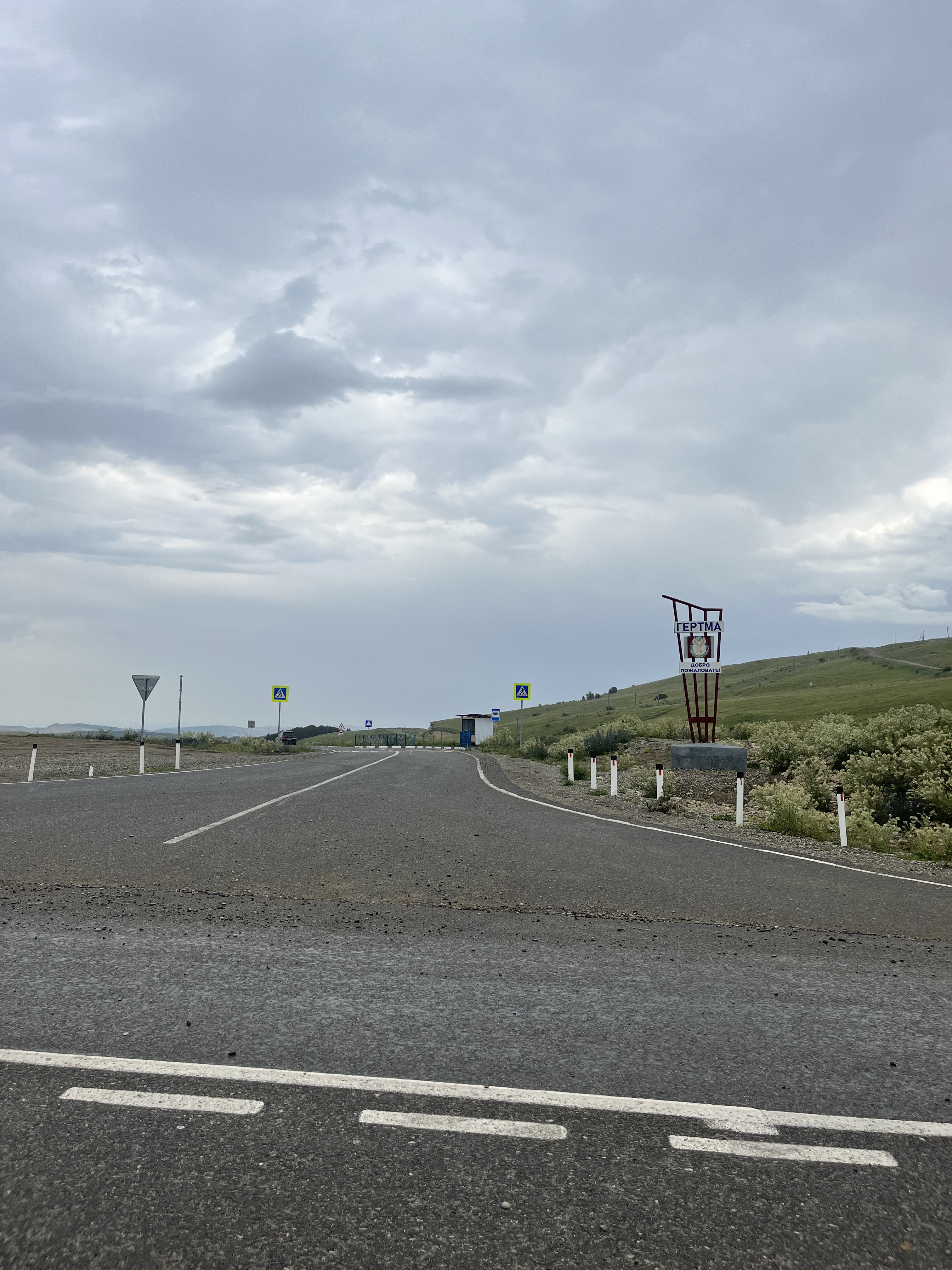
Гертма (17.07.2025)

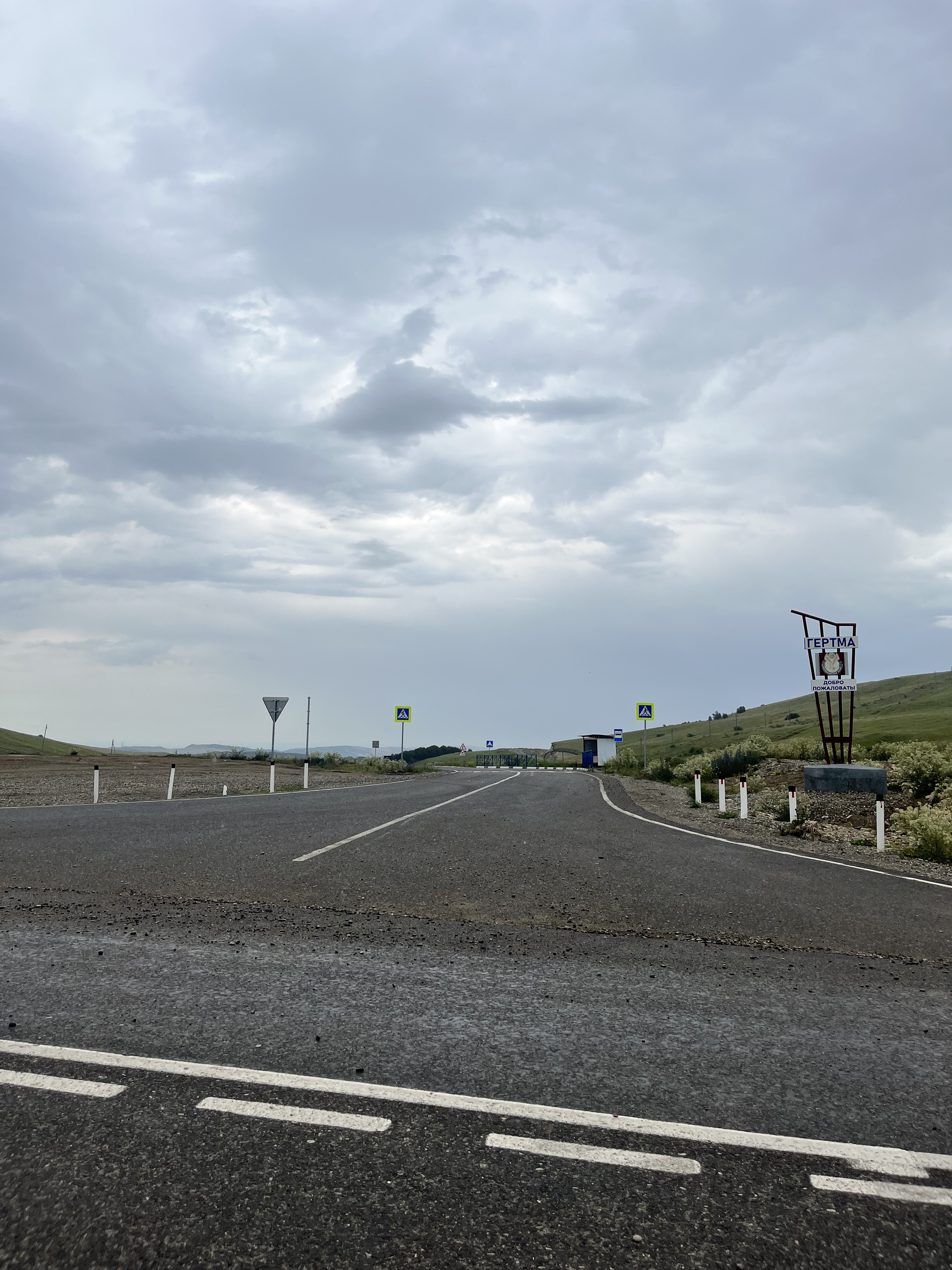
Гертма (17.07.2025)

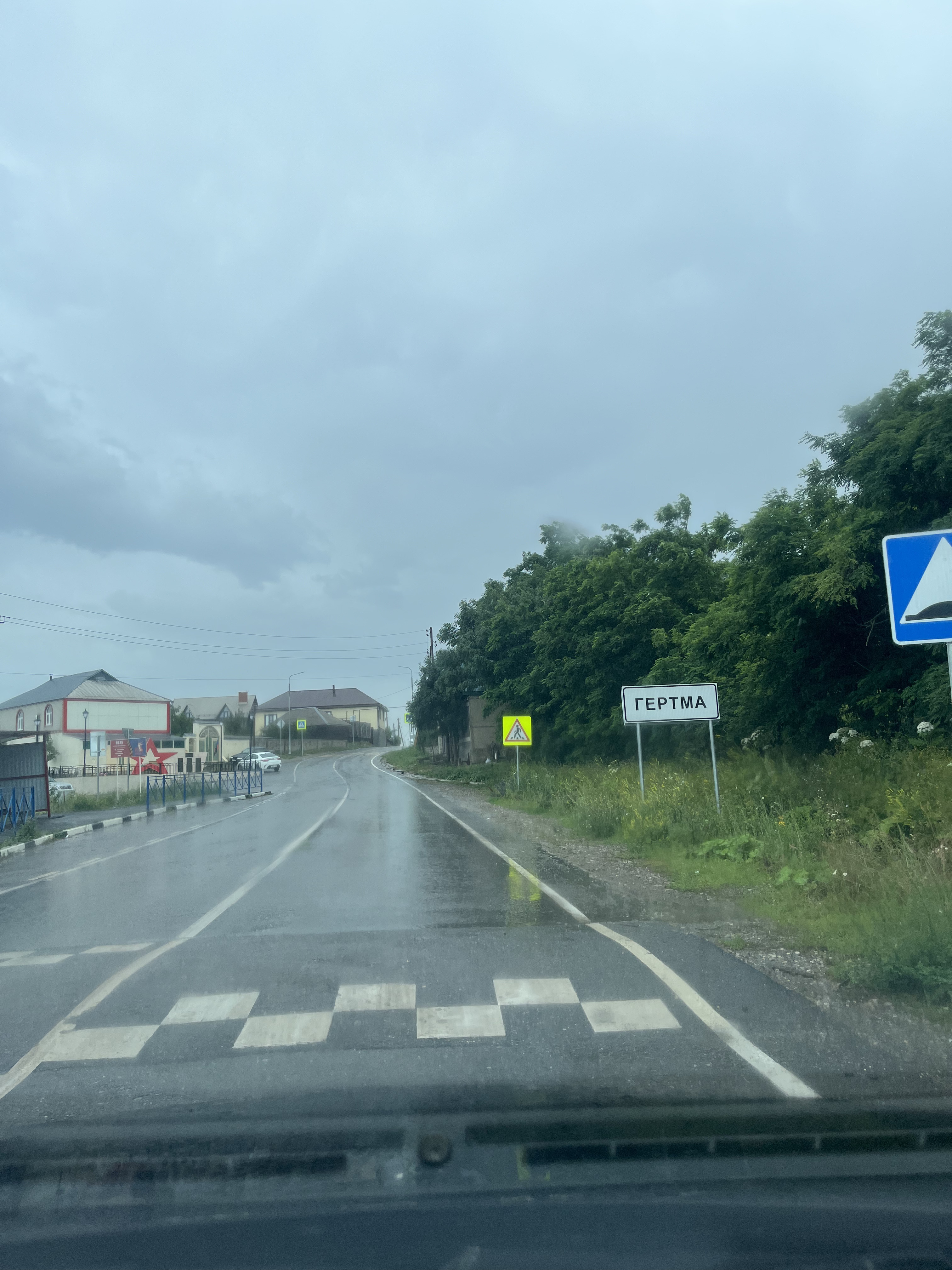
Гертма (17.07.2025)

Гертма́ — село в Казбековском районе Дагестана, Россия.
Образует муниципальное образование село Гертма со статусом сельского поселения как единственный населённый пункт в его составе.

## География
Расположено к юго-востоку от райцентра Дылым.
Ближайшие населённые пункты: на севере — село Хубар, на северо-востоке — село Дубки, на северо-западе — село Гуни, на юго-востоке — село Иманалиросо, на юго-западе — село Ахсу, на западе — село Буртунай.

## История
Бой у Аула Гертмы
8 января 1856 г.
Итог:
Русские войска, практически не встречая сопротивления противника, овладели мятежным аулом Гертме, который был сожжен.
Гертма с тюркского переводится как «грушевый сад». Название произошло от лесной груши, обильно растущей в этих местах). В селе проживают переселенцы из с. Када Тляратинского района выходцы из тухума «къадалал».

## Население
| 1889  | 1926  | 1939  | 1959  | 1970  | 1989  | 2002  |
| ----- | ----- | ----- | ----- | ----- | ----- | ----- |
| 380   | ↗529  | ↗632  | ↗707  | ↗1055 | ↘1025 | ↗1516 |
| 2010  | 2012  | 2013  | 2014  | 2015  | 2016  | 2017  |
| ↗1558 | ↗1584 | ↗1613 | ↗1630 | ↘1626 | ↗1646 | ↗1664 |
| 2018  | 2019  | 2020  | 2021  | 2023  | 2024  | 2025  |
| ↗1690 | ↗1703 | ↗1720 | ↗2114 | ↗2130 | ↗2140 | ↗2160 |